# Coneheads
Coneheads (titulada como Los Caraconos en España y Los Coneheads en Hispanoamérica) es una película estadounidense de 1993 del género comedia basada en los sketches del mismo nombre del programa Saturday Night Live (SNL). Es dirigida por Steve Barron y producida por Lorne Michaels. Como ocurrió con la anterior película basada en sketches de SNL, The Blues Brothers, se ha dicho que Coneheads es una declaración política o un comentario social "accidental" o "sin intención" acerca de la naturaleza de las experiencias de los inmigrantes en Estados Unidos, aunque los creadores aseguran que lo hicieron con el único fin de entretener.
Es protagonizada por Dan Aykroyd y Jane Curtin como Beldar y Prymaat Clorhone (quienes más tarde anglicanizan su apellido a "Conehead"), padres de Connie (Michelle Burke, que toma el papel que en SNL interpretaba Laraine Newman). Michael McKean y David Spade interpretan a oficiales del INS; también aparecen Sinbad y los exmiembros de SNL Phil Hartman, Jan Hooks, Tim Meadows, Jon Lovitz, Peter Aykroyd, Tom Davis, Garrett Morris, Chris Farley, Laraine Newman, Kevin Nealon, Julia Sweeney y Adam Sandler.
Otros miembros del reparto son Jason Alexander y Lisa Jane Persky. El coprotagonista de Seinfeld de Alexander, Michael Richards, hace un cameo, como así también lo hacen Eddie Griffin, Joey Lauren Adams, Parker Posey, Ellen DeGeneres, Drew Carey, Dave Thomas y Tom Arnold.
La película se filmó principalmente en Paramus, Nueva Jersey, con algunas escenas tomadas en Nueva York y en Jersey City y Wrightstown, Nueva Jersey.

## Argumento
Al descubrir un OVNI en el espacio aéreo estadounidense, la Guardia Nacional envía aviones de combate para investigar, disparan contra la nave que no responde y hacen que se estrelle en el Océano Atlántico, cerca de Manhattan. Los extraterrestres del planeta Remulak a bordo, Beldar y su esposa Prymaat, sobreviven. Asignado por Highmaster Mintot, Beldar debía conquistar la Tierra para Planet Conehead. Beldar se convierte en reparador de electrodomésticos y, al descubrir su condición de indocumentado, su jefe Otto le obtiene una identidad falsa de los gánsteres locales, lo que rápidamente alerta al INS. El ambicioso agente del INS Gorman Sneedling y su asistente adulador Eli Turnbull intentan sin éxito capturar a la pareja. Prymatt le informa a Beldar que está embarazada. A los Coneheads se les informa que no llegará una nave de rescate durante muchos años y, a pesar de su apariencia extraña y sus voces metálicas, intentan mezclarse con la sociedad humana.
Después del nacimiento de su hija Connie, adoptan el apellido Conehead, compran una casa y se mudan a los suburbios de Paramus, Nueva Jersey, donde Beldar abre una escuela de manejo. Mientras tanto, Gorman termina su búsqueda de los Coneheads después de obtener un ascenso, pero una investigación del Senado de los EE. UU., citando el gran gasto, exige que el caso se concluya adecuadamente.
Connie, que ha vivido entre las normas y la cultura de la Tierra, simplemente quiere encajar con sus compañeros, aunque su padre se opone mucho, especialmente cuando comienza a ver al mecánico de automóviles Ronnie Bradford.
Gorman y Eli rastrean a los Coneheads hasta su casa, haciéndose pasar por testigos de Jehová para entrar. Durante la conversación, Prymaat descubre que su dispositivo de comunicación con Remulak está sonando y notifica a Beldar que 'el Gran Teléfono' lo ha contactado, lo que hace que los expulse rápidamente. Luego se le notifica de su barco de rescate que se aproxima. Después de que Connie se entera de su rescate inminente, les informa a sus padres que quiere quedarse en la tierra con Ronnie. El INS llega para arrestar a los Coneheads. Ronnie ayuda a detener a los agentes mientras el barco de rescate llega justo a tiempo, y Gorman y Eli son llevados a bordo con los Coneheads.
En Remulak, Beldar es bienvenido a casa y le presenta al Gran Maestro varios 'regalos' terrenales, incluidos Gorman y Eli como esclavos. Inicialmente satisfecho con los logros de Beldar, Mintot se da cuenta de que los dientes afilados de Beldar han sido tapados (algo que Otto le había aconsejado que hiciera para pasar desapercibido), lo acusa de traición y lo sentencia a luchar contra el feroz Garthok, lo que angustia enormemente a Prymaat.
Después de que Garthok mata fácil y espantosamente a otros criminales condenados, Beldar usa sus habilidades terrenales de golf para golpear una piedra en la boca de Garthok, provocando que se ahogue. Highmaster perdona a Beldar y honra la solicitud de Beldar de regresar a la Tierra y tener a Gorman como su esclavo. Eli se queda atrás y se convierte en el nuevo lacayo de Minot. Partiendo hacia la Tierra con Prymaat, Connie y Gorman a cuestas, Beldar pronto prioriza los sentimientos de Connie sobre la conquista planetaria fingiendo un ataque a la Tierra, ordenando a su fuerza de invasión que se retire y proceda a su objetivo secundario en otra parte de la galaxia, mientras hace que parezca como un arma superior ha destruido su nave espacial. Por rescatarlo, Gorman accede a darles Green Cards a los Coneheads. La familia Conehead se establece en una vida feliz en su planeta adoptivo.

## Reparto
- Dan Aykroyd como Beldar Conehead / Donald R. DeCicco
- Jane Curtin como Prymaat Conehead / Mary Margaret Rowney.
- Michael Richards como recepcionista del motel.
- Eddie Griffin como cliente.
- Sinbad como Otto.
- Phil Hartman como Marlax.
- Adam Sandler como Carmine Weiner.
- David Spade como Eli Turnbull, agente del INS.
- Michael McKean como Gorman Seedling, agente del INS.
- Mitchell Bobrow como Garthok Combatant.
- Chris Farley como Ronnie Bradford, el mecánico.
- Jason Alexander como Larry Farber.
- Lisa Jane Persky como Lisa Farber.
- Michelle Burke como Connie Conehead.
- Drew Carey como pasajero de taxi.
- Kevin Nealon como Senador.
- Jan Hooks como Gladys Johnson.
- Parker Posey como Stephanie.
- Joey Lauren Adams como Christina.
- Julia Sweeney como Director.
- Ellen DeGeneres como Entrenadora.
- Tim Meadows como Cono Atlético.
- Jonathan Penner como Capitán del tráfico aéreo.
- Whip Hubley como Piloto del F-16.
- Jon Lovitz como Dr. Rudolph, dentista.
- Tom Arnold como Golfista (El personaje de Tom Arnold es la única persona de la película y de los sketches que realmente cuestiona la forma de la cabeza de Beldar, mientras el resto se mantienen extrañamente ajenos a ella.)

## Críticas
La película tuvo una recepción mixta. En Rotten Tomatoes, el consenso muestra un 33% sobre la base de 28 reseñas, de las que solo 10 fueron positivas. Roger Ebert le dio a la película una estrella y media de cuatro, declarando que "Es una lúgubre, triste y bastantemente desesperada película, en la cual los actores intentan esforzadamente, pero son incapaces de sobreponerse a un guion poco inspirado."

## Banda sonora
La banda sonora de Coneheads fue lanzada el 20 de julio de 1993.
1. "Magic Carpet Ride", de Michael Monroe y Slash.
2. "Tainted Love", de Soft Cell.
3. "No More Tears (Enough Is Enough)", de Andy Bell y k.d. lang
4. "Kodachrome", de Paul Simon.
5. "Can't Take My Eyes off You", de Morten Harket.
6. "It's a Free World, Baby", de R.E.M.
7. "Soul to Squeeze", de Red Hot Chili Peppers.
8. "Fight the Power", de Barenaked Ladies.
9. "Little Renee", de Digable Planets.
10. "Chale Jao", de Babble.
11. "Conehead Love", de Nan Schaefer.